# Achada de Cima
Achada de Cima é um sítio povoado e pitoresco da freguesia de Gaula, concelho de Santa Cruz, Ilha da Madeira. Este sítio, conjuntamente com o da Achada de Baixo, forma a chamada Achada de Gaula.